# Fairplay
Fairplay és una tecnologia de Gestió de drets digitals (DRM) creada per l'empresa Apple i es basa en la tecnologia creada per l'empresa Veridisc. Fairplay està construït dins el programa multimedia QuickTime, i és utilitzat per iPod, iPhone, iTunes i iTunes Store. Qualsevol cançó protegida adquirida per l'iTunes Store amb l'iTunes és encriptada per Fairplay, xifrant els arxius d'àudio amb AAC per evitar que siguin reproduïts en ordinadors sense autorització.

## Restriccions
Fairplay ens permet utilitzar la pista musical de les següents formes:
- La pista protegida es pot copiar a qualsevol reproductor iPod.
- La pista protegida es pot reproduir en cinc ordinadors autoritzats simultàniament.
- La pista protegida pot ser copiada en un Cd Audio estàndard.

El Fairplay no intervé en la capacitat de la pista en ser copiada, sinó que només se centra en el xifrat del contingut d'àudio. Una de les seves limitacions intencionades era que impedia als clients on-line d'iTunes Store reproduir la música comprada en un altre reproductor que no fos l'iPod. Encara que, recentment el Fairplay va ser crackejat pel famós furoner Jon Lech Johansen, amb el sobrenom de DVD Jon.

## Com funciona
El Fairplay és una implementació de les tècniques de gestió dels drets digitals. Els arxius protegits amb el Fairplay són contenidors MP4 amb una pista d'àudio AAC xifrada/encriptada. La pista d'àudio s'encripta mitjançant l'algorisme Rijndael combinat amb un hash MD5. La clau mestre (master key) que es necessita per desxifrar l'arxiu d'àudio es guarda conjuntament, també de forma encriptada, en el contenidor MP4. User key és la clau d'usuari que es necessita per desxifrar la clau mestre.
Cada vegada que un client utilitza l'iTunes per comprar una cançó, es genera una nova clau d'usuari aleatòria que encripta la clau mestre. La clau de l'usuari es guarda, juntament amb la informació del compte, en els servidors d'Apple i també s'envia a iTunes. L'iTunes guarda aquestes claus en el seu propi arxiu. Llavors, l'iTunes és capaç d'utilitzar la clau de l'usuari per desencriptar la mestre, per a després, utilitzar-la per desxifrar l'arxiu d'àudio AAC i reproduir-lo.

## Competència del FairPlay
Des del llançament d'iTunes Store diverses persones i entitats han intentat evitar o eliminar l'encriptament dels arxius protegits amb el Fairplay.

### Harmony
El Juliol del 2004, RealNetworks va presentar la seva tecnologia Harmony. Harmony funciona amb el RealPlayer i permet als usuaris del Real Player Music Store reproduir les seves cançons a l'iPod. Abans que Harmony entres en acció això era impossible, perquè RealPlayer Music Store utilitza un algorisme diferent per protegir els seus arxius, anomenat Helix DRM. Aquest sistema era incompatible amb l'utilitzat per Apple. Harmony aconsegueix convertir una cançó protegida amb l'Helix DRM en un arxiu compatible amb protecció Fairplay. L'argument de Real era que Harmony lliurava als consumidors de la limitació de ser obligats a utilitzar un reproductor específic quan compraven música via Internet. Apple va respondre amb una acusació a RealNetworks d'utilitzar les tàctiques i l'ètica d'un furoner amb el seu iPod i van amenaçar en estudiar la il·legalitat de l'Harmony. Apple també va advertir que en pròximes versions de l'iTunes la compatibilitat amb l'Harmony deixaria d'existir.
RealNetworks va promoure una campanya via Internet animant als usuaris de l'iPod a donar suport a Harmony, encara que la petició no va ser molt ben rebuda. Els internautes van acusar Real d'actuar únicament pel seu propi benefici. A més, Real va ser criticada perquè mantenia tancada la propietat intel·lectual dels seus productes, mentre demanava que Apple fes el contrari amb el seu iPod. En la posterior versió de l'iTunes, Apple va aconseguir que tota la música comprada a través de RealPlayer Music Store no funcionés a l'iPod. La resposta de Real va ser la de continuar treballant en noves versions del Harmony. La música comprada a través d'iTunes Music Store no es va veure afectada. L'agost del 2005 RealNetworks va admetre que la tecnologia Harmony els representava un risc considerable per la possibilitat d'una denúncia d'Apple, que resultaria molt costós de defensar, encara que el jurat considerés legal el seu programa. A més, Apple continuaria modificant la seva tecnologia per trencar alguna possibilitat de futures adaptacions d'Harmony.

### QTFairUse
El novembre del 2003, Jon Lech Johansen lliurà QTFairUse, un programa de codi obert que bolcava directament la sortida d'un flux Quicktime AAC a un fitxer, de manera que se saltava la gestió de drets digitals (DRM). Encara que els fitxers AAC resultants eren impossibles de llegir per la majoria dels reproductors de música del moment, va representar el primer intent de saltar-se les restriccions digitals d'Apple. Un dels programes capaços de reproduir aquests fitxers és el foobar2000. Temps després, quan Apple va presentar l'iTunes 7.0 el setembre del 2006, va aparèixer la versió experimental 2.3 de QTFairUse, un derivat de l'original amb la seva mateixa funció.

### PlayFair
Aquest software és d'autor anònim. Pot eliminar el xifrat dels arxius utilitzant el mecanisme de DRM de FairPlay. L'autor del PlayFair va utilitzar el codi de Johansen pel VLC media player.

### Hymn
Acrònim de Hear Your Music aNywhere, és el successor del PlayFair. Hymn, encara s'utilitza com a JHymn, una versió del programa escrita en Java, i l'iOpener, una variant Windows. A partir de la introducció de l'iTunes 6.0 el 2005 i les seves versions posteriors, Apple va introduir canvis per evitar el funcionament de JHymn. A més, una vegada l'iTunes s'ha utilitzat per comprar música, el compte de l'usuari es bloqueja per impossibilitar que s'utilitzin versions anteriors d'iTunes, impossibilitant la utilització del JHymn. El JHymn continua funcionant amb música comprada a través de versions anteriors a l'iTunes 6.0.

### DeDRMS, PyMusique
El mateix Jon Lech Johansen va crear una eina per eliminar l'encriptació FairPlay anomenada DeDRMS l'abril del 2004. El 7 de juliol del mateix any lliurà FairKeys, un programa que s'utilitza per obtenir claus que necessita DeDRMS pels servidors de l'iTunes Music Store. Aquestes aplicacions utilitzen les claus d'usuari tant d'Apple com d'iTunes i, per tant, només desencripten arxius comprats legalment pel mateix usuari. A més, mantenen les metadades específiques de l'usuari en el contenidor MP4, de manera que és possible identificar l'usuari que va comprar la cançó una vegada desxifrada.
El març del 2005, va publicar PyMusique, un programa Python que permet la descàrrega d'arxius comprats en iTunes sense protecció DRM.
L'octubre del 2006 Johansen va anunciar que a part de crackejar el FairPlay, l'havia desxifrat via enginyeria inversa. La seva empresa Double Twist Ventures permet llicenciar la capacitat d'utilitzar el sistema FairPlay a les empreses que volen oferir els seus medis per ser reproduïts a l'iPod sense tenir un acord previ amb Apple.